# Немецкая консервативная партия — Немецкая правая партия
Немецкая консервативная партия — Немецкая правая партия (нем. Deutsche Konservative Partei – Deutsche Rechtspartei; DKP-DRP) — крайне правая консервативно-националистическая партия, действовавшая в британской зоне оккупации Германии и Бизонии 1946—1949. Создана при участии и поддержке бывших членов НСДАП. Продолжала традиции германского консерватизма и отчасти фашизма, однако отмежёвывалась от национал-социализма. После образования ФРГ влилась в более крупную политическую структуру соответствующей направленности.

## Объединённое продолжение традиций
Партия была учреждена 22 марта 1946 года объединением Немецкой партии строительства (DAP) и Немецкой консервативной партии (DKP). Обе партии продолжали традиции определённых политических сил Веймарской Германии: DAP — Немецкой народной партии свободы (DVFP), DKP — Немецкой национальной народной партии (DNVP). Идеология DVFP была близка к фашизму, идеология DNVP носила консервативно-националистический характер с монархическом уклоном.
DAP и DKP пользовались поддержкой бывших активистов НСДАП и функционеров Третьего рейха. Однако в своих программных установках обе партии отмежёвывались от нацизма. Это позволяло вести легальную деятельность в западных оккупационных зонах.

## Идеологи и лидеры
Программа партии основывалась на идеях известного журналиста Ханса Церера., идеолога консервативной революции, первого редактора газеты Die Welt (был отстранён с этого поста из-за крайне правых взглядов и прежних связей с нацистами). В 1920-х годах Церер активно участвовал в ультраправом движении фёлькише, был связан с группой братьев Штрассеров в НСДАП, медиа-концерном Альфреда Гугенберга и генералом фон Шлейхером. Церер отвергал «крайности» гитлеризма, в силу этого находился под подозрением гестапо. Впоследствии он занимался в рейхе издательской деятельностью.
В середине 1940-х Церер формулировал тезисы консервативно-авторитарного национализма, отвергавшего коммунизм, капитализм, нацизм, либерализм и фашизм. Эти идеи были восприняты DKP-DRP в духе христианского консерватизма с некоторыми монархическими аллюзиями. Первым председателем партии стал Франц-Йозеф Зонтаг — также журналист национал-консервативных взглядов, участник пангерманистского движения 1910-х годов, член «Стального шлема» в 1920-х. В течение двух лет партию возглавлял коммерсант Вильгельм Егер, в 1920-х состоявший в DNVP. Видную роль в партийном руководстве играл Адольф фон Тадден.
Такой лидерский состав и идеологические установки обеспечивали преемственность партии с германскими ультраконсервативными и праворадикальными движениями первой трети XX века. Это создавало определённый эклектизм, но позволяло привлекать носителей крайне правых взглядов различных ориентаций, от радикальных фашистов до консервативных монархистов. Основополагающей платформой являлись национализм и антикоммунизм.

## Участие в выборах
Перед первыми выборами в бундестаг ФРГ 1949 руководство DKP-DRP вело переговоры об объединении с двумя другими крайне правыми структурами — Немецкой партией и «национал-демократами». Особенно активным сторонником этого проекта выступал фон Тадден. Однако объединительный план был сорван отрицательным отношением британской администрации.
DKP-DRP выступала на выборах самостоятельно и достигла определённого успеха: 1,8 % голосов, 5 депутатов в бундестаге (в том числе фон Тадден). Партии удалось получить представительство в городских советах Вольфсбурга (1948) и Гамбурга (1949). Выборы в ландтаги Нижней Саксонии, Северного Рейна — Вестфалии, Шлезвиг-Гольштейна успехов партии не принесли.

## Прекращение и значение деятельности
21 января 1950 года DKP-DRP влилась в Немецкую имперскую партию (после образования ФРГ на это не требовалось санкции оккупационных властей). Радикальные элементы неонацистского толка перешли в Социалистическую имперскую партию бывшего генерала вермахта Отто Ремера. Наиболее умеренные переориентировались на христианских демократов, а частично даже на либералов. Небольшая группа активистов попыталась сохранить партию, но к 1954 её деятельность окончательно прекратилась.
Немецкая консервативная партия — Немецкая правая партия сыграла определённую роль в западногерманской политической истории. Эта структура консолидировала ту часть ультраправых националистов, которая готова была интегрироваться в парламентскую систему, и придала законные формы их политическому самовыражению. Однако она не смогла конкурировать с Христианско-демократическим союзом, охватившим почти весь правый фланг западногерманской политики.
Политический опыт DKP-DRP был использован в 1950—1970-х годах Немецкой имперской партией и Национал-демократической партией. Председателем обеих организаций — соответственно, в 1961—1964 и в 1967—1971 — являлся Адольф фон Тадден.